# Guruia quadrispina
Guruia quadrispina is een hooiwagen uit de familie echte hooiwagens (Phalangiidae).